# Moisés hace manar agua de la roca
Moisés hace manar agua de la roca es un cuadro del pintor italiano Tintoretto realizado en óleo sobre lienzo. Mide 550 cm de alto por 520 cm de ancho. Pintado hacia el año 1577, se encuentra actualmente expuesto en el techo de la sala superior de la Scuola Grande di San Rocco en Venecia, Italia.
La escena bíblica representada alude de manera evidente a la tarea de los cofrades de la Scuola Grande di San Rocco de aliviar la sed de los pobres. Moisés recuerda por su disposición y sus ropajes a Jesús, y el agua que mana de la roca es una alegoría de la sangre que brotará de su costado.